# Куксо, Леонид Георгиевич
Леони́д Гео́ргиевич Куксо́ (15 августа 1927, Москва — 9 января 2015) — советский, затем российский цирковой артист, клоун, драматург и режиссёр, поэт. Заслуженный деятель искусств Российской Федерации (1995).

## Биография
Родился в Москве.
В 1946 году поступил в цирковую студию Народного артиста СССР Михаила Николаевича Румянцева (Карандаша). Там познакомился с Юрием Никулиным, с которым впоследствии подружился. Занимался клоунадой, акробатикой, жонглированием, постоянно предлагал сюжеты для клоунад, репризы, выдумывал разного рода трюки. Некоторое время работал в паре с клоуном Константином Берманом.
Работал как артист разговорного жанра в аттракционе Валентина Филатова. С Валентиной Осиповой подготавливает сатирический номер, для которого сам пишет сценарий. В это же время Куксо начинает творчески сотрудничать с Леонидом Утёсовым, вынашивает замысел первой своей оперетты. Особенно нравилось ему работать в жанре музыкальной комедии, позволявшем раскрыться с разных сторон — и буффонадную сцену вставить, и стихи, и куплеты.
Отойдя от клоунады, решил для себя работать в области постановок, литературы, сценариев. Кроме того, Л. Куксо — автор пяти музыкальных комедий, большого количества песен (самая известная из которых — «Жить на земле», с песен на его стихи начиналось творчество квартета «Аккорд»), сборника стихов «Созвездие», репертуарных сборников для клоунов («Цирк! Только цирк!», «Весь вечер на манеже»). Тесно сотрудничал с композиторами:
- Е. Птичкиным,
- Л. Лядовой,
- С. Кацем,
- Л. Афанасьевым.

Выступал и как автор-исполнитель собственных песен, аккомпанируя себе на гитаре.
Певцы и актёры, исполнявшие песни Леонида Куксо:
- Валентина Толкунова,
- Олег Анофриев,
- Юрий Богатиков,
- Ирина Бржевская,
- Нина Бродская,
- Гелена Великанова,
- Георгий Вицин,
- Ольга Воронец,
- Иосиф Кобзон,
- Майя Кристалинская,
- Лев Лещенко,
- Мария Лукач,
- Людмила Лядова,
- Евгений Моргунов,
- Валентин Никулин,
- Юрий Никулин,
- Ольга Пирагс,
- Олег Стриженов,
- Леонид Утёсов,
- Дмитрий Шумейко,
- Алла Йошпе
- Сергей Галанин
- и др.

Урна с прахом захоронена в открытом колумбарии Ваганьковского кладбища в Москве.

## Творчество

### Книги
- «Неизвестный Никулин», М.: Издательство: Олимп, АСТ. 1999 г. ISBN 5-7390-0876-X, 5-237-02789-X[5].
- «Молодые мои москвичи», М.: Издательство: Московские учебники и Картолитография, 2006 г. ISBN 5-7853-0614-X[6]
- «Детворе на удивленье — цирковое представленье», М.: Издательство: Контакт-Культура, 2009 г. ISBN 978-5-903406-08-1[7].

### Фильмография
- 1963 — Короткие истории, 3-ая серия — в числе авторов телефильма
- 1970 — Светофор — инспектор ГАИ, капитан (нет в титрах)
- Участвовал в съёмках фильма «Клоун». Телекомпания «Московский Север», 2001 г.[8]
- Автор текстов песен к кинофильмам:
  - 1963 — «Когда казаки плачут».
  - 1968 — «Это было в разведке». Киностудия имени М. Горького.[9]
  - 1969 — «Неподсуден». Мосфильм.
  - 1973 — «Великие голодранцы». Мосфильм.
  - 1979 — «Голубые молнии». Киностудия имени А. Довженко.[10].
  - 1981 — «Крик тишины».

### Аудиография
- Магнитная катушка (фирма «Свема», 1970) Л. Куксо 1960-е — 19 песен в собственном исполнении[11].
- Леонид Куксо — Первая ласточка. Диск-гигант (фирма «Мелодия», 1990) — 17 песен в собственном исполнении[12].
- CD Куксо Леонид. Вот какая приключилася история (1964) — Восстановленные записи[13].